# Anima Nipissing River
Anima Nipissing River är ett vattendrag i Kanada.   Det ligger i provinsen Ontario, i den sydöstra delen av landet, 400 km nordväst om huvudstaden Ottawa.
I omgivningarna runt Anima Nipissing River växer i huvudsak blandskog. Trakten runt Anima Nipissing River är nära nog obefolkad, med mindre än två invånare per kvadratkilometer.